# Delahaye 10 CV

Delahaye Type 2

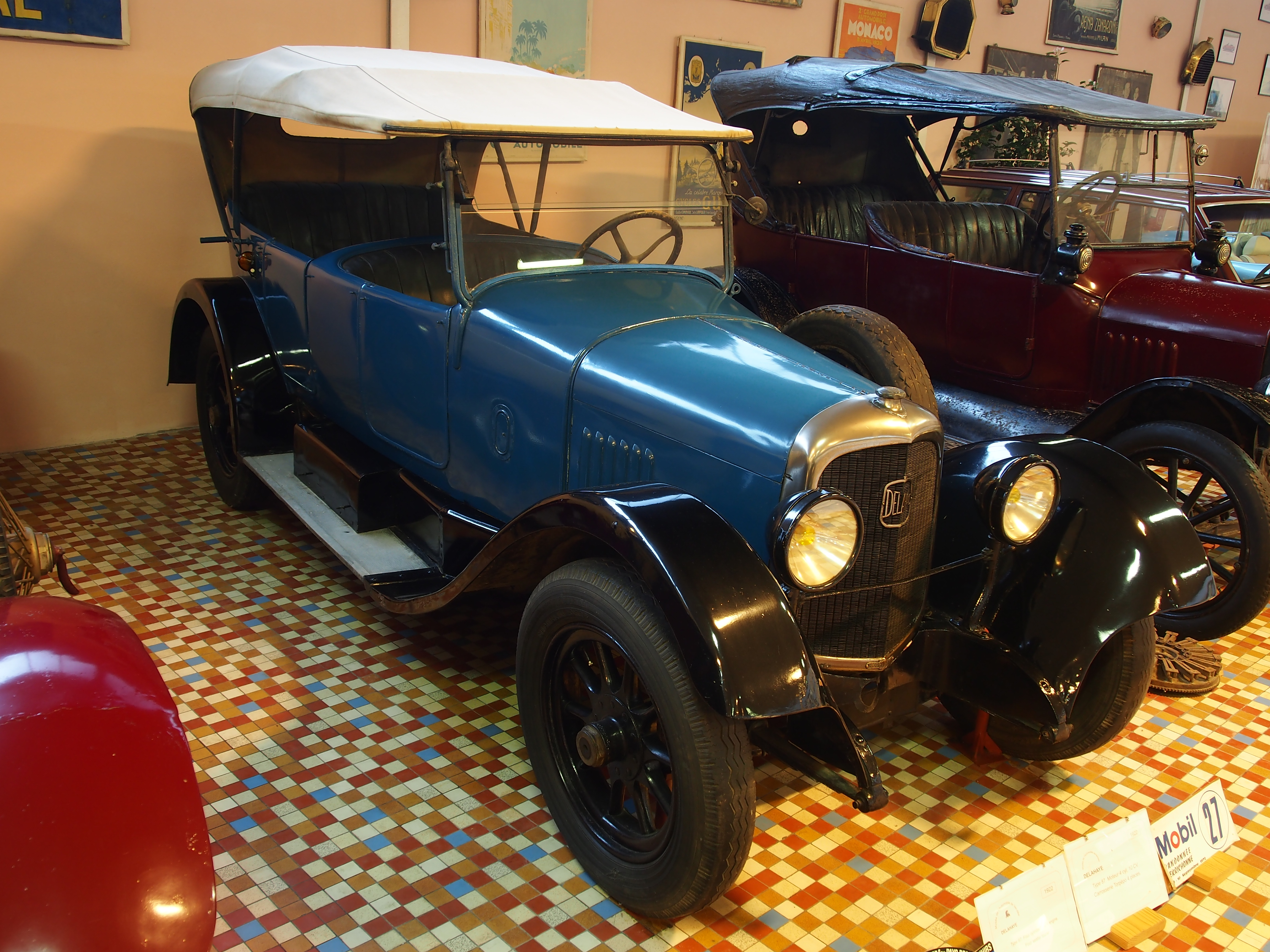
Delahaye Type 87

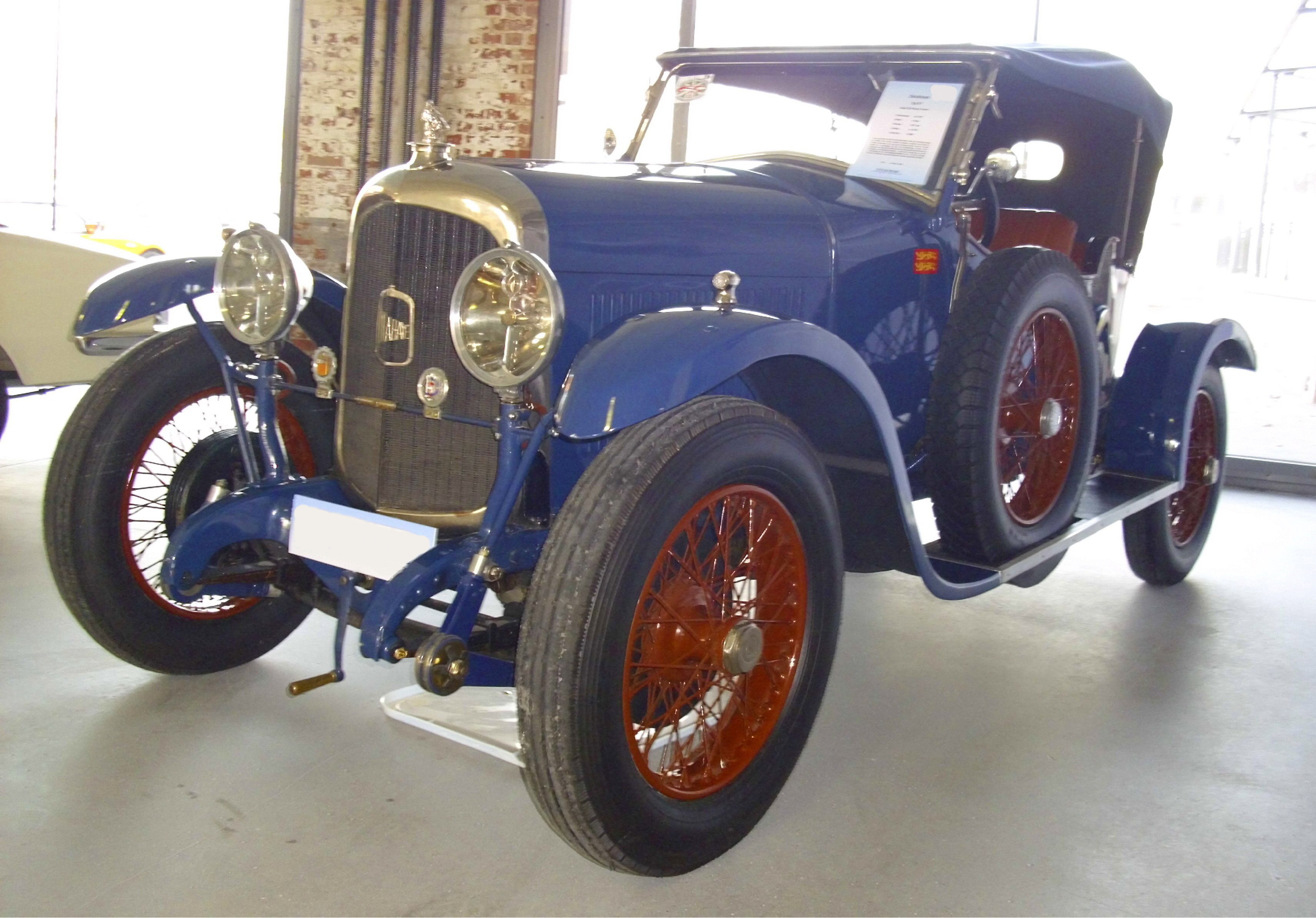
Delahaye Type 97

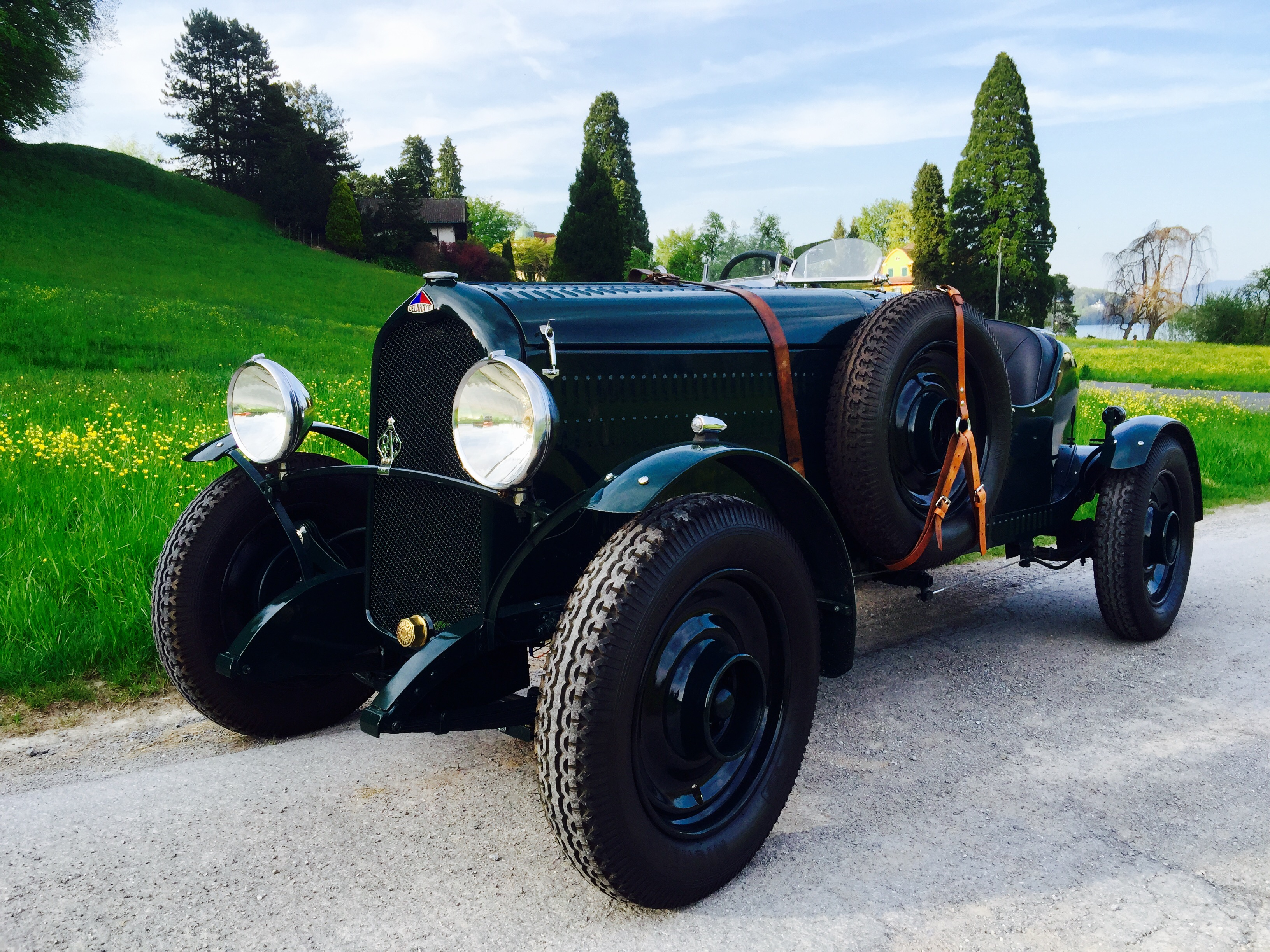
Delahaye Type 122

Der Delahaye 10 CV war eine Pkw-Modellreihe des französischen Automobilherstellers Delahaye. Dabei stand das CV für die Steuer-PS. Zu dieser Modellreihe gehörten: 
- Delahaye Type 2 (1896–1901)
- Delahaye Type 87 (1921–1928)
- Delahaye Type 97 (1923–1926)
- Delahaye Type 105 (1930–1931)
- Delahaye Type 107 (1926–1928)
- Delahaye Type 122 (1932–1933)
- Delahaye Type 123 (1932–1933)
- Delahaye Type 132 (1934–1936)
- Delahaye Type 143 (1934)